# Dirk Demeersman
Dirk Demeersman, né le 15 juillet 1964 à Saint-Trond, est un cavalier belge de saut d'obstacles.

## Carrière
Il participe aux Jeux olympiques d'été de 1992 à Barcelone, aux Jeux olympiques d'été de 2004 à Athènes et aux Jeux olympiques d'été de 2012 à Londres.
Aux Jeux équestres mondiaux de 2010 à Lexington, il remporte la médaille de bronze en saut d'obstacles par équipe avec Judy-Ann Melchior, Philippe Lejeune et Jos Lansink.